# Martinhoe
Martinhoe is een civil parish in het bestuurlijke gebied North Devon, in het Engelse graafschap Devon. In 2001 telde het dorp 104 inwoners. Martinhoe komt in het Domesday Book (1086) voor als 'Matingeho'.